# خنفساء الأثاث المنجد
خنفساء الأثاث المُنَجِّد أو عثّة الفراء أو خنفساء العثة (الاسم العلمي: Anthrenus)، هي جنس حشرات خفسية من غمديات الأجنحة وفصيلة خنافس الجلد.